# Ruch Sarvodaya

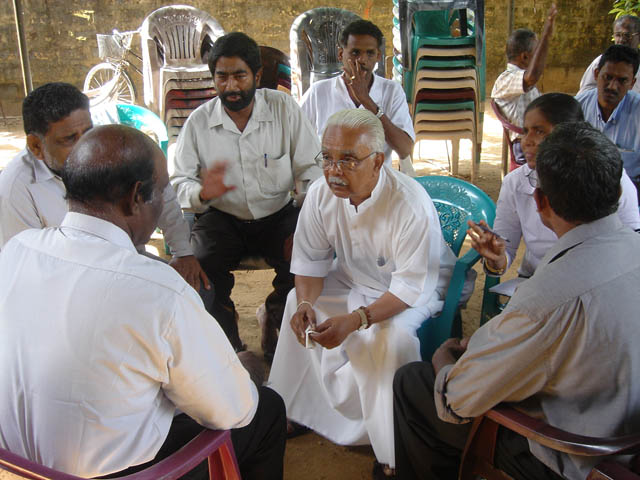
A. T. Ariyaratne w grupie (pośrodku)

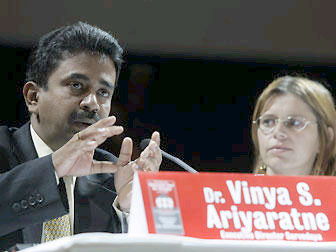
Dr Vinya S. Ariyaratne, dyrektor wykonawczy Ruchu Sarvodaya, przedstawia projekt rekonstrukcji wyczulonej na konflikty (Conflict Sensitive Reconstruction Project). Wiedeń, Austria (28 lutego 2008)

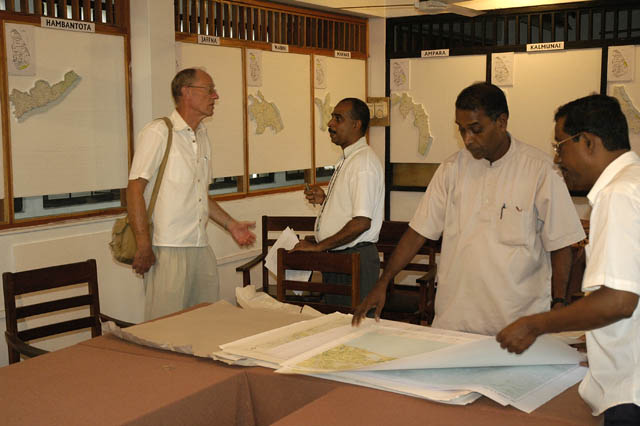
Pokój Map w głównej siedzibie Ruchu Sarvodaya w Moratuwa, Sri Lanka (2004)

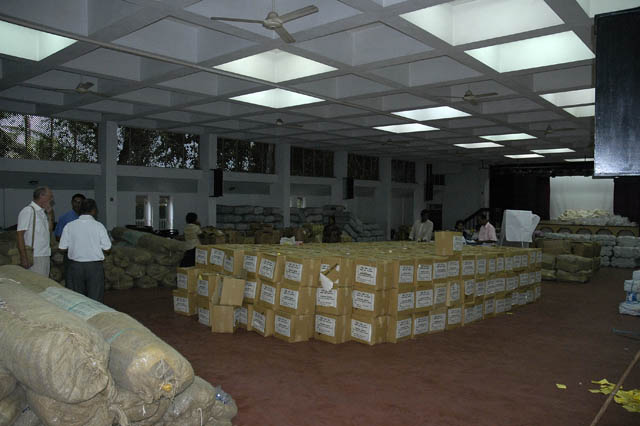
Magazyn w głównej siedzibie Ruchu Sarvodaya (31 grudnia 2004)

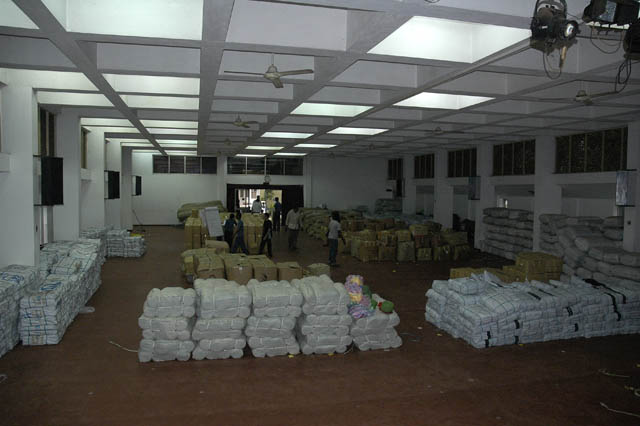
Magazyn w głównej siedzibie Ruchu Sarvodaya (31 grudnia 2004)

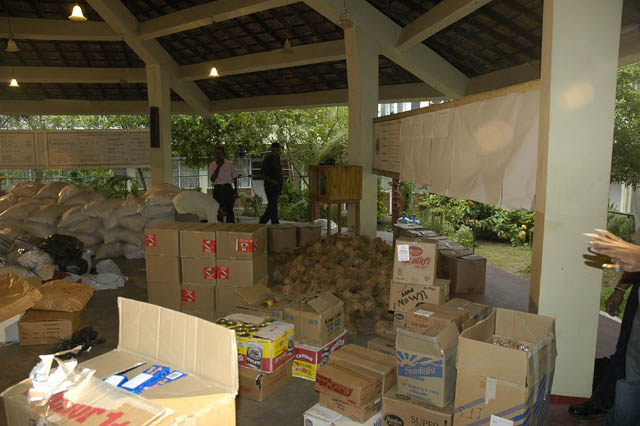
Żywność i paczki do rozprowadzenia (31 grudnia 2004)

Ruch Sarvodaya (Sarvodaya Shramadana Movement) – ruch samorządowy na Sri Lance, oferujący wioskom kompletne programy rozwoju i rozwiązywania konfliktów. Jest też największą krajową organizacją pracującą nad odbudową po tsunami spowodowanym przez trzęsienie ziemi na Oceanie Indyjskim (2004).
Założona w 1958 przez dr Ahangamage Tudor Ariyaratne po tym, jak wraz z 40 uczniami i 12 nauczycielami z Nalanda College w Kolombo (ówczesnej stolicy kraju) przeprowadzili „eksperyment edukacyjny” w zaniedbanej wsi Kathaluwa, pomagając jej mieszkańcom przywrócić ją do życia.
Programy i działacze Sarvodaya są aktywni w ok. 15 000 (z ogółem 38 000) wsi na Sri Lance i w 34 centrach regionalnych. Organizacja szacuje, że z jej programów skorzystało bezpośrednio 11 milionów obywateli. Grupa przydziela fundusze z banku rezerw finansowych o wartości 1,6 miliarda rupii.

## Etymologia
Ruch opiera się na buddyjskich i gandhyjskich zasadach. Ukuty przez Gandhiego termin sarvodaya, z którego wywodzi się nazwa ruchu oznacza „przebudzenie wszystkich” (sarva wszyscy + udaya wyniesienie, podniesienie, przebudzenie, dobrobyt) oraz swaraj (samorządność). Słowo shramadana oznacza „dar pracy”. Łącznie nazwa ruchu Sarvodaya Shramadana oznacza „przebudzenie wszystkich poprzez dzielenie się pracą”.

## Historia
W 1958 zaniedbana wieś Rodiya, zamieszkała przez wyrzutków społecznych i żebraków („niedotykalnych”), otrzymała pomoc w postaci remontu domów, wykopania studni i latryn, założenia ogrodów; zapoczątkowano też programy edukacyjne i pomoc w samozatrudnieniu. Organizatorem był D.A. Abeysekera, pracownik Wydziału Rozwoju Wsi (Sri Lankan Department of Rural Development), który podczas szukania rozwiązań dla tego rodzaju społeczności ukuł termin Shramadana, oznaczający „dar pracy”, na opisanie rodzaju pomocy oczekiwanej od wolontariuszy. Wieś Kathaluwa miała być pierwszym beneficjentem pomocy w postaci tej wspólnej pracy.
Ahangamage Tudor Ariyaratne, wówczas młody nauczyciel Nalanda College w Kolombo, przewodził grupie nauczycieli i uczniów, którzy uczestniczyli w tym, jak to określał, „eksperymencie edukacyjnym”. Sukces „eksperymentu”, powtórzony w innych wsiach, i rozwijający się niezależnie od Wydziału Rozwoju Wsi, doprowadził do utworzenia największej w Sri Lance organizacji promującej rozwój – Sarvodaya Shramadana Movement. Na przestrzeni następnych lat setki szkół organizowały prace społeczne Shramadana, i obecnie do organizacji należy ponad 15 000 wsi (z ogółem 38 000).

## Dziesięć podstawowych potrzeb
Działacze pod przewodnictwem Ariyaratne starali się zaspokoić rzeczywiste potrzeby mieszkańców wiosek. W tym celu przeprowadzili badania w 600 wsiach, prosząc mieszkańców o wymienienie 10 najważniejszych potrzeb, w kolejności od najpilniejszej do najmniej istotnej. Rezultatem ankiety była lista następujących potrzeb:
1. czyste i piękne środowisko
2. odpowiednia ilość wody nadającej się do picia
3. minimalne wymagania odzieżowe
4. odpowiednia, zbilansowana dieta
5. proste mieszkania
6. podstawowa opieka zdrowotna
7. podstawowe ułatwienia komunikacyjne
8. minimalna ilość energii (opał i światło[5])
9. holistyczna edukacja powiązana z życiem
10. zaspokojenie potrzeb kulturalnych, intelektualnych i duchowych[6]

## Program rozwoju wsi
Program organizacji Sarvodaya zaczyna się od zaproszenia jej przedstawicieli przez mieszkańców wsi na rozmowy o ich potrzebach i sposobach ich zaspokojenia. Następnym etapem jest stworzenie rady wioski, wybudowanie szkoły i ośrodka zdrowia, wprowadzenie programów dla rodzin, stworzenie możliwości gospodarczych dla samowystarczalności wioski, otworzenie banku w wiosce, i oferowanie pomocy kolejnym wsiom.
Pomoc celowo zaczyna się od zmiany nastawienia mieszkańców wioski, a zaspokojenie podstawowych potrzeb jest dopiero trzecim etapem. Organizacja kładzie nacisk na zrozumienie prawdziwych potrzeb pokojowego, zrównoważonego społeczeństwa. A.T. Ariyaratne podkreśla, że w Sarvodaya chodzi o podwójne przebudzenie: zarówno jednostki, jak i społeczeństwa.
Pięć kolejnych kroków to:
1. Rozwój infrastruktury psychologicznej,
2. Rozwój infrastruktury socjalnej i szkoleniowej,
3. Zaspokojenie podstawowych ludzkich potrzeb i rozwój instytucjonalny,
4. Generowanie dochodu i miejsc pracy oraz samo-finansowanie,
5. Dzielenie się z sąsiednimi wsiami.

Jako dopełnienie swoich działań, Sarvodaya organizuje publiczne medytacje, w których biorą udział dziesiątki, a czasem setki tysięcy buddystów, hindusów, muzułmanów i chrześcijan, wspólnie medytując na temat dobrobytu drugich, stosując sekwencję buddyjskich medytacji Czterech Szlachetnych Postaw, które są akceptowane w każdym wyznaniu.

## Fusion
Fusion (Sarvodaya ICT4D Movement) to program zastosowania technologii informatycznych i telekomunikacji do rozwoju (ang. Information and Communications Technology for Development: ICT4D). W odpowiedzi na rosnące problemy z komunikacją z wioskami na Sri Lance, w 1997 Sarvodaya zaczęła ustanawiać eksperymentalne telecentra. Były one zaczątkiem pionierskiego programu telecentrów w kraju. Wiejskie Centra Informacyjne (Village Information Centres: VIC) to wiejskie biblioteki, założone przez młodych liderów wiosek na zasadach braku kosztów  (Zero Cost), przygotowujące mniej wykształcone społeczności na wiek informacji. Spośród 172 VIC-ów założonych na początku lat 2000, do połowy 2008 ok. 21 VIC-ów przekształciło się w telecentra działające na własnych zasadach.
We wrześniu 2012 dostawca telefonii komórkowej Etisalat Sri Lanka we współpracy z Sarvodaya-Fusion, otworzył Etisalat Android Village Hub. Program ma na celu połączenie społeczności wiejskich przy użyciu tabletów Android, które firma rozda 20 rodzinom w wybranych wioskach (mających połączenie z internetem) na okres dwóch tygodni oraz przeprowadzi szkolenie z posługiwania się internetem.

## Pomoc po tsunami
26 grudnia 2004 o 9 rano fale niespodziewanie zalały miasteczko rybackie Hambantota. Dyrektor jednego z instytutów zrównoważonego rolnictwa w Sarvodaya, Nandana Jayasinghe, znajdował się o godzinę drogi od miejsca tragedii, w Thanamalwila obok Parku Narodowego Udawalawe. Już po 6 godzinach przyjechał do miasteczka z trzema 10-tonowymi ciężarówkami pełnymi żywności, wody, koców i innych środków. W kolejnych dniach zorganizował następne dostawy, tymczasowe mieszkania dla ludności i wraz z innymi wolontariuszami ruchu pomagał w sprzątaniu i reorganizacji miasteczka po tragedii. Ruch uczestniczył w pomocy dla regionu jeszcze w wiele lat po tsunami. Tsunami zniszczyło 226 wsi należących do ruchu Sarvodaya.
Ogółem ruch zbudował dla ofiar tsunami 1104 domy, 5593 toalety, 2274 studnie, 2450 kompostowników na odpady, 185 zbiorników wodnych i 85 placów zabaw dla dzieci.
Przy okazji niesienia pomocy organizacja przeprowadziła badania nad sposobami odbioru pomocy przez ofiary tsunami. Wyróżniono cztery rodzaje zachowań ludzkich:
- Zbieracz – zbiera jak najwięcej od darczyńców
- Korzystający – wykorzystuje sytuację i czerpie z niej korzyści
- Uzależniony – uważa, że powinien polegać na innych, którzy wszystko naprawią
- Przywracający – stara się jak najszybciej powrócić do normalnego życia

Ruch Sarvodaya starał się zaangażować odbiorców pomocy, aby czuli się odpowiedzialni i brali udział w odbudowie swojego życia.

## Kontakty międzynarodowe
Ruch Sarvodaya należy do globalnej sieci ekowiosek Global Ecovillage Network powstałej w 1995, stanowiąc jej największą składową.

## Nagrody
Założyciel organizacji, A. T. Ariyaratne, otrzymał wiele nagród i wyróżnień krajowych i międzynarodowych, m.in. Sri Lankabhimanya, najwyższe odznaczenie w Sri Lance; Gandhi Peace Prize (1996, Indie), Niwano Peace Prize (1992, Japonia), King Beaudoin Award (1982, Belgia), Magsaysay Award (1969, Filipiny). W 2005 ONZ wyróżnił organizację odznaczeniem Habitat Scroll of Honour w uznaniu 46 lat działalności, a zwłaszcza za osiągnięcia w pomocy ofiarom tsunami.